# Sant Just Desvern
Sant Just Desvern és un municipi situat als vessants sud-occidentals de la serra de Collserola. El seu terme municipal té una extensió de 7,81 quilòmetres quadrats. Quan la Generalitat de Catalunya feu la divisió comarcal de 1936, el va integrar dins del Barcelonès, juntament amb la veïna població d'Esplugues de Llobregat. Atenent a la tradicional vocació d'ambdues poblacions, el Parlament de Catalunya les va incloure en la comarca del Baix Llobregat el 12 de desembre de 1989.

## Geografia
- Llista de topònims de Sant Just Desvern (Orografia: muntanyes, serres, collades, indrets..; hidrografia: rius, fonts...; edificis: cases, masies, esglésies, etc).

El terme municipal de Sant Just Desvern està comprès entre les latituds 4580763 i 4584788 i les longituds 420832 i 425157 (Coordenades UTM, datum Europeu), presentant una forma sensiblement rectangular, en la qual l'eix major està orientat de sud-oest a nord-est. La seva màxima cota és de 405 metres sobre el nivell del mar, gairebé al cim del turó de Merlès (416,7 m), mentre que el punt més baix del terme ho està a uns 40 m, dins del parc de la Torreblanca. Limita al nord amb Barcelona (antic terme de Vallvidrera), a l'oest amb Sant Feliu de Llobregat (en part, antic terme de Santa Creu d'Olorda), al sud amb Sant Joan Despí i Esplugues de Llobregat, i a l'est amb Esplugues i Barcelona (en part, antic terme de Sant Vicenç de Sarrià).
Les muntanyes de Sant Just Desvern són les que envolten la conca hidrogràfica de la riera de Sant Just, la qual forma una vall que s'obre al pla del Llobregat entre els turons de la penya del Moro i Sant Pere Màrtir. Seguint la línia de carenes entre un turó i l'altre, les diferents elevacions que configuren el terme municipal són: la penya del Moro (276 m), el coll de Can Solanes (223 m), el turó de ca n'Oliveres (258 m), els dos cims de la Coscollera (361 i 372 m), el coll de les Torres (347 m), el turó de Merlès (416,7 m, el cim del qual es troba en terme de Barcelona), el coll de can Cuiàs (312 m), el turó de Llevallol (377 m), el turó de l'Espinagosa (353 m), el turó d'en Cors o Puig Aguilar (389 m), la Muntanya Pelada (356 m), el cim de l'entrecanal dels torrents de la Font del Rector i de la Font del Ferro (351 m), el coll del Portell (337 m) i la muntanya de Sant Pere Màrtir, antigament anomenada Puig d'Ossa, on el cim fa partió entre Esplugues de Llobregat i Barcelona, i en la qual el terme de Sant Just Desvern arriba fins a la cota 367 m. Des de Sant Pere Màrtir, la línia de muntanyes baixa ràpidament cap al pla per la plaça Mireia (227 m), turó del Temple (264 m, el cim del qual està en terme d'Esplugues de Llobregat), turó d'en Ramoneda (197 m) i Creu del Padró (175 m), essent el Serral (130 m) el seu darrer contrafort.

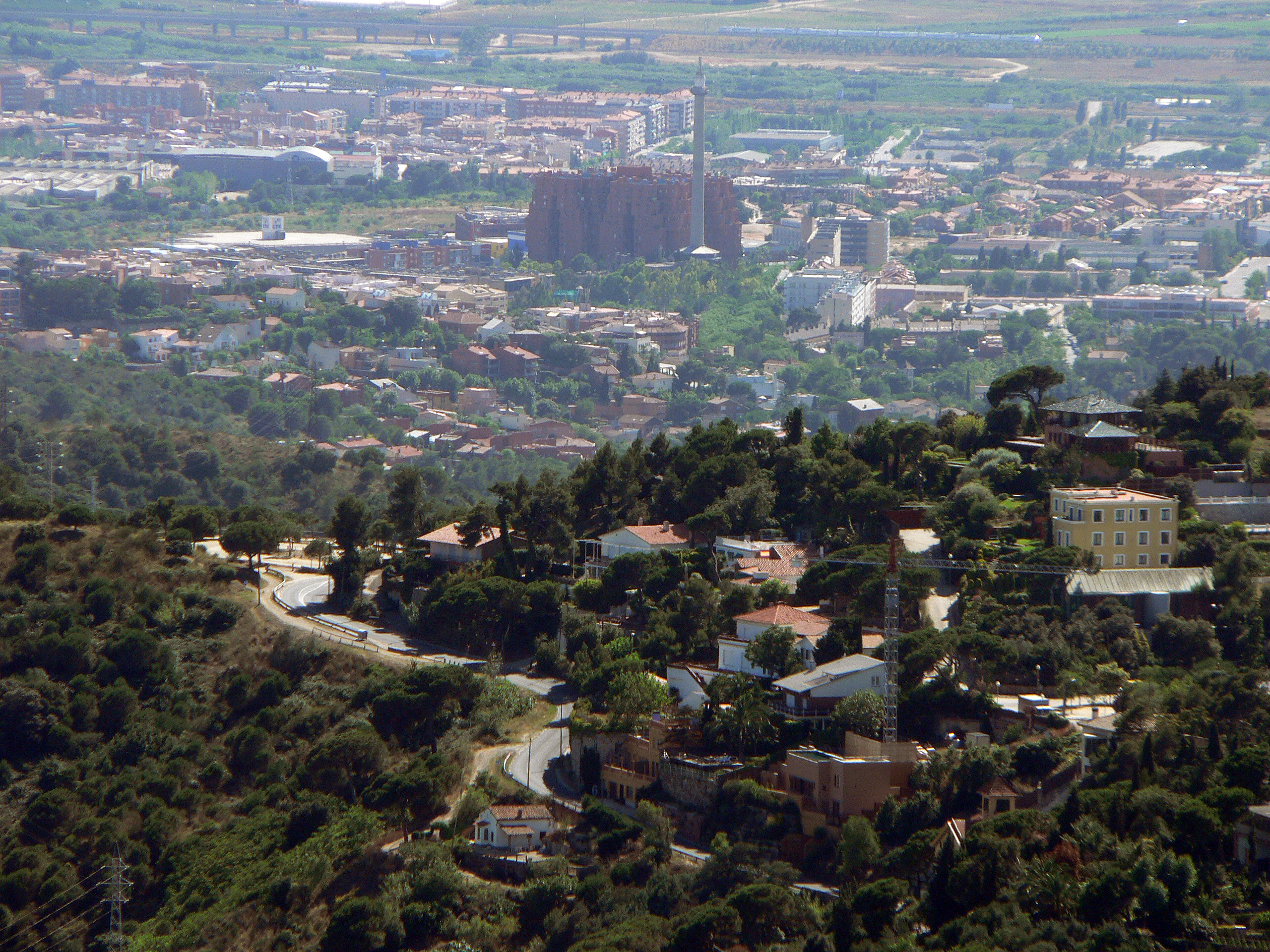
Vista Sant Just Desvern des del Tibidabo.

L'àmbit definit per les muntanyes constitueix principalment el tram superior de la conca de la riera de Sant Just. Aquesta riera té el seu origen a la part septentrional del terme, i, després d'un recorregut de 6,8 quilòmetres, aboca les aigües al riu Llobregat, ja en terme de Sant Feliu, on és anomenada riera Pahissa. En el seu inici està formada per la unió del torrent de les Fatjones amb el de la Font del Rector. Els seus afluents per la dreta són el torrent de can Cuiàs, situat al curs superior, el de can Solanes, i el torrent del Pou Nou, aquest darrer quan la riera ja s'obre al pla. La resta són curtes torrenteres en fort pendent que davallen dels vessants de la Coscollera i de la Penya del Moro. Els afluents per l'esquerra, generalment de major recorregut que els anteriors, són el torrent de la Font del Ferro, el Torrent Bo i el de can Biosca, amb el subafluent de can Cortès. Emmascarat pel nucli urbà hi ha un darrer afluent que segueix aproximadament els carrers Batista i Roca, Salut i Baixada del Mas. A més de la conca de la riera de Sant Just, en el terme hi ha d'altres torrents i rieres. Així, en el sector sud-oriental del terme es troba la riera de la Fontsanta, que fa partió amb la veïna localitat d'Esplugues, i que actualment queda oculta pel carrer de Sant Ferran, plaça de Maragall i avinguda del Doctor Ribalta. Aquesta riera desguassa en el riu Llobregat en terme de Sant Joan Despí. Un altre torrent és el del Pont Reixat, afluent de l'anterior, que també queda desfigurat pel nucli urbà. Aquest torrent té el seu origen entre el Serral i la Creu del Padró, presenta un curs sensiblement paral·lel al de la riera de Sant Just, i s'ajunta a la riera de la Fontsanta ja en terme de Sant Joan Despí. Al sud-oest de Sant Just Desvern, i confrontant amb Sant Feliu de Llobregat, es troba el torrent de Matàsens, que té el seu origen als vessants de la Penya del Moro, creua el Mas Lluí i desemboca en el riu Llobregat en terme d'aquesta darrera població.
| 1497 f | 1515 f | 1553 f | 1717 | 1787 | 1857 | 1877 | 1887  | 1900  | 1910  |
| ------ | ------ | ------ | ---- | ---- | ---- | ---- | ----- | ----- | ----- |
| 28     | 24     | 28     | 236  | 507  | 961  | 804  | 1.144 | 1.101 | 1.192 |

| 1920  | 1930  | 1940  | 1950  | 1960  | 1970  | 1981   | 1990   | 1992   | 1994   |
| ----- | ----- | ----- | ----- | ----- | ----- | ------ | ------ | ------ | ------ |
| 1.386 | 2.328 | 2.738 | 2.931 | 6.401 | 9.226 | 11.012 | 12.301 | 12.726 | 12.726 |

| 1996   | 1998   | 2000   | 2002   | 2004   | 2006   | 2008   | 2010   | 2012   | 2014   |
| ------ | ------ | ------ | ------ | ------ | ------ | ------ | ------ | ------ | ------ |
| 13.306 | 13.682 | 14.030 | 14.557 | 14.910 | 15.327 | 15.365 | 15.923 | 15.874 | 16.389 |

| 2016   | 2018   | 2020   | 2022   | 2024   | 2026 | 2028 | 2030 | 2032 | 2034 |
| ------ | ------ | ------ | ------ | ------ | ---- | ---- | ---- | ---- | ---- |
| 16.927 | 17.494 | 18.670 | 19.806 | 20.881 | -    | -    | -    | -    | -    |

## Història
La primera menció escrita coneguda sobre Sant Just Desvern es troba en un document redactat el 8 de desembre de l'any 965 (una vintena d'anys abans de la terrible falconada d'Al-Manṣūr sobre Barcelona i el seu territori), contingut en el Cartulari de Sant Cugat del Vallès, que es custodia a l'Arxiu de la Corona d'Aragó. Es tracta d'una carta de donació relativa a un llegat efectuat per un prevere anomenat Joan, i en ella el que després serà Sant Just Desvern rep el nom de Villa Birce.
Els següents documents ja corresponen al període immediatament posterior a l'atac sarraí de l'any 985, i fan referència a dues de les seves víctimes. Es tracta del testament sacramental d'un home dit Moció, datat el 26 de juny de 987 i que es conserva a l'Arxiu Diocesà de Barcelona, i d'una carta escrita per una dona anomenada Dadil, sense datar, però presumiblement coetània al document anterior, continguda en el Liber Antiquitatum número 4 de l'Arxiu Capitular de la Catedral de Barcelona. Les denominacions que figuren en aquests dos documents són, respectivament, Berce i Vercio.
Els documents successius, cada cop més freqüents, aniran mostrant, de mica en mica, la transició d'aquest topònim des de la forma original Birce fins a l'actual Desvern.

## Política i govern

### Composició de la Corporació Municipal
El Ple de l'Ajuntament està format per 17 regidors. En les eleccions municipals de 2023 la candidatura de Partit dels Socialistes de Catalunya-Candidatura de Progrés (PSC-CP) obtingué 8 regidors, Endavant Sant Just n'obtingué 2, Junts per Catalunya - Compromís Municipal (CM) n'obtingué 2, Esquerra Republicana de Catalunya-Acord Municipal (ERC-AM) 1, Sant Just En Comú Podem - Confluència (SJECP-C) 1, PP (PP) 1, Vox (VOX) 1 i Candidatura d'Unitat Popular-Alternativa Municipalista (CUP-Amunt) 1.

### Eleccions municipals
| Eleccions municipals de 28 de maig de 2023 - Sant Just Desvern |                                                             |                                     |                                     |         |           |          |
| Candidatura | Candidatura                                                 | Candidatura                         | Cap de llista                       | Vots    | Vots      | Regidors |
| | Partit dels Socialistes de Catalunya-Candidatura de Progrés |                                     | Joan Basagañas i Camps              | 3336    | 39,47%    | 8 (+1)   |
| | Endavant Sant Just                                          |                                     | Laia Flotats i Bastardas            | 842     | 9,96%     | 2 (2)    |
| | Junts per Catalunya-Compromís Municipal                     |                                     | Ramon Figuerola Pardo               | 840     | 9,94%     | 2 (-2)   |
| | Esquerra Republicana de Catalunya-Acord Municipal           |                                     | Sergi Seguí i Esteve                | 734     | 8,69 %    | 1 (-3)   |
| | Sant Just En Comú Podem-Confluència                         |                                     | Just Fonsalva Sanjuan               | 713     | 8,44 %    | 1 ()     |
| | Partit Popular                                              |                                     | Enrique Salvadores Manzano          | 615     | 7,28 %    | 1 (+1)   |
| | Candidatura d'Unitat Popular-Alternativa Municipalista      |                                     | Aleix Abadia Huguet                 | 606     | 7,17%     | 1 ()     |
| | Vox                                                         |                                     | Gina Clavijo Pinzón                 | 457     | 5,41%     | 1 (+1)   |
| | Altres candidatures                                         |                                     |                                     | 212     | 2,51%     | 0 ()     |
| | Vots en blanc                                               |                                     |                                     | 96      | 1,14%     |          |
| Total vots vàlids i regidors | Total vots vàlids i regidors                                | Total vots vàlids i regidors        | Total vots vàlids i regidors        | 8455    | 100 %     | 17       |
| | Vots nuls                                                   | Vots nuls                           | Vots nuls                           | 80      | 0,93 %    |          |
| Participació (vots vàlids més nuls) | Participació (vots vàlids més nuls)                         | Participació (vots vàlids més nuls) | Participació (vots vàlids més nuls) | 8535    | 58,64 %** |          |
| Abstenció | Abstenció                                                   | Abstenció                           | Abstenció                           | 5994*   | 41,36 %** |          |
| Total cens electoral | Total cens electoral                                        | Total cens electoral                | Total cens electoral                | 14 529* | 100 %**   |          |
| Batlle: Joan Basagañas i Camps (PSC-CP) (29/11/2020) Per ser la llista més votada, després de no haver obtingut majoria absoluta dels regidors (9 vots: 8 de PSC i 1 de En Comú Podem) |                                                             |                                     |                                     |         |           |          |
| Fonts: (* No són vots sinó electors. ** Percentatge respecte del cens electoral.) |                                                             |                                     |                                     |         |           |          |

### Alcaldes de Sant Just Desvern
| Període         | Alcalde o alcaldessa                             | Partit polític                 | Data de possessió     | Observacions |
| --------------- | ------------------------------------------------ | ------------------------------ | --------------------- | ------------ |
| 1979–1983       | Antoni Malaret i Amigó Robert Ramírez i Balcells | Logotip d'ERC · Logotip de CiU | 19/04/1979 26/04/1982 | Dimissió --  |
| 1983–1987       | Lluís Segura i Romero                            | Logotip del PSC                | 28/05/1983            | --           |
| 1987–1991       | Lluís Segura i Romero                            | Logotip del PSC                | 30/06/1987            | --           |
| 1991–1995       | Ramon López i Lozano                             | Logotip del PSC                | 15/06/1991            | --           |
| 1995–1999       | Ramon López i Lozano                             | Logotip del PSC                | 17/06/1995            | --           |
| 1999–2003       | Ramon López i Lozano                             | Logotip del PSC                | 03/07/1999            | --           |
| 2003–2007       | Ramon López i Lozano                             | Logotip del PSC                | 14/06/2003            | --           |
| 2007–2011       | Josep Perpinyà i Palau                           | Logotip del PSC                | 16/06/2007            | --           |
| 2011–2015       | Josep Perpinyà i Palau                           | Logotip del PSC                | 11/06/2011            | --           |
| 2015–2019       | Josep Perpinyà i Palau                           | Logotip del PSC                | 13/06/2015            | --           |
| 2019-2023       | Josep Perpinyà i Palau Joan Basagañas i Camps    | Logotip del PSC                | 15/06/2019 28/11/2020 | Dimissió --  |
| Des de 2023     | Joan Basagañas i Camps                           | Logotip del PSC                | 17/06/2023            | --           |
| Fonts: Municat. |                                                  |                                |                       |              |

## Topònim
L'origen i l'evolució de l'element Desvern. Aquesta forma actual és una etimologia popular documentada a partir del segle xv, que té com a base la forma més antiga Berce amb les variants gràfiques medievals Verz, Vers o Verç. Aquesta forma actual Desvern és interessant perquè ens documenta el fet que fins a una època relativament recent era viu, en un registre lingüístic col·loquial, l'ús de l'anomenat article salat, derivat d'IPSU llatí, que avui només es manté a les Balears i a la costa de Girona. A la comarca n'hi ha d'altres exemples com Sant Joan Salerm, Sant Joan Despí, Sant Esteve Sesrovires… La grafia aglutinada Desvern es justifica pel fet que aquesta forma d'article ja no és viva a la contrada, sinó que es manté fossilitzada formant una unitat amb el nucli vern.
Tal com s'ha dit abans, el nom primitiu és documentat per primera vegada el 965 dC sota la forma Birce. Tot fa pensar que la forma original en nominatiu era Bercius o Vercius. Aquest nom Bercius no es troba en els repertoris medievals; es tracta probablement d'un antropònim d'època romana Bercius que a la Gàl·lia ha donat derivats com Berciaco o Barciascus. En la forma Vercius també hi ha a la Gàl·lia La Versane o a Itàlia Verciano.
En resum, des d'un punt de vista lingüístic, el nom Desvern és una etimologia popular del començament de l'edat moderna produïda per la paronímia entre el nom comú vern i la forma medieval Verç, que prové d'un gentilici llatí Vercius o Bercius, de probable origen gàl·lic.

## Llocs d'interès

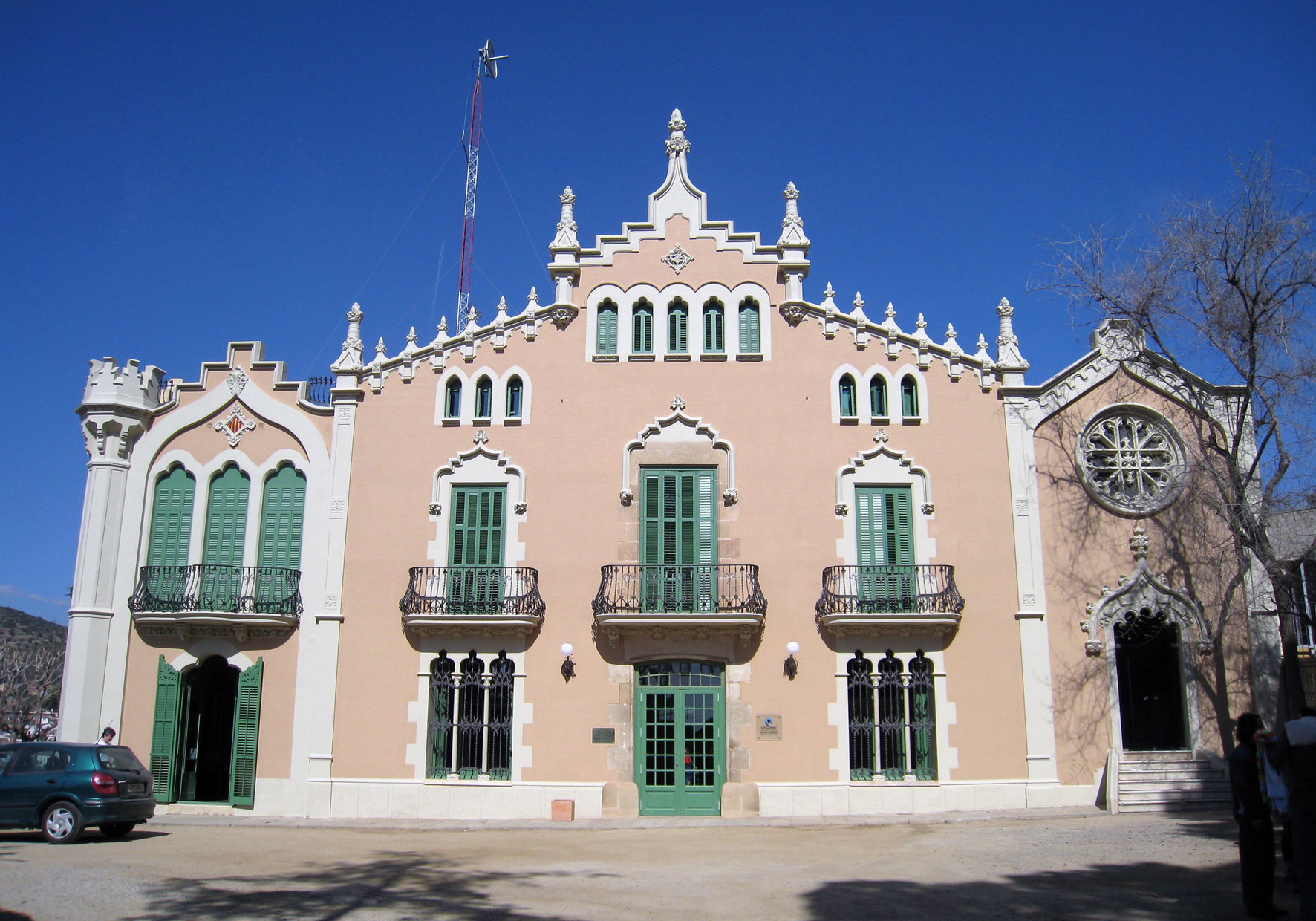
L'antiga masia de Can Ginestar

- Església dels sants Just i Pastor – església parroquial documentada des de l'any 987.
- Can Ginestar – antiga masia documentada des de l'any 1403, transformada en estil modernista a partir de l'any 1904. Lloc d'exposició dels Gegants de Sant Just Desvern.
- Can Sagrera – antiga masia documentada des de l'any 1709, transformada en estil modernista/noucentista l'any 1913.
- Walden 7 – edifici singular del Taller d'Arquitectura de Ricard Bofill.
- Penya del Moro – turó de la Serra de Collserola amb el jaciment d'un poblat ibèric i d'una fortificació medieval.

## Cultura i tradicions

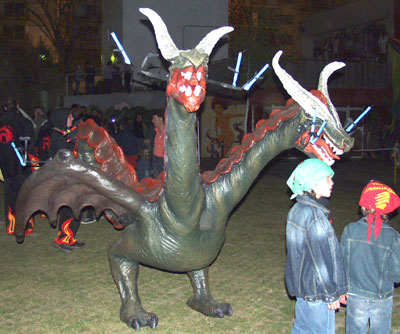
Rifenyo, el drac de Sant Just Desvern

L'Ateneu Sanjustenc és una associació cultural fundada el 1918. Inicialment es va fer ensenyament en català i una biblioteca, però posteriorment amplià les seves activitats al teatre, cinema, esport i excursionisme.
L'any 1976 van néixer les curses de karts de coixinets, una de les tradicions que més caracteritzen el poble avui en dia. Des de llavors, el segon cap de setmana de novembre es celebren aquestes curses al poble.
El 26 d'abril de 2008 va tenir lloc la festa de bateig de foc d'en Rifenyo, el drac de Sant Just Desvern. Va actuar com a padrí la colla Cua de Drac de Cornellà de Llobregat. El drac és portat avui dia per la Colla del Drac de Sant Just. El 24 d'abril de 2010, davant de la Casa de Cultura i Biblioteca del poble, Can Ginestar, tingué lloc el bateig dels diables de Sant Just, els anomenats Apagallums de Cama Blanca. Sant Just Desvern també compta amb els Gegants de Sant Just Desvern, portats per la colla de geganters, que es fan càrrec dels gegants vells, el Pastor i la Justa, estrenats el 1954, la gegantona Montserrat, del 1955, els gegants nous Gentil i Flordeneu, estrenats l'any 1988, i una bona colla de capgrossos que els acompanyen. Al poble també hi ha un gegantó, el Gegant del Canigó, propietat del CEIP Canigó.
El Centre d'Estudis Santjustencs és un institut cultural i científic creat el 1987 que s'encarrega de la investigació històrica i arqueològica, la promoció de la cultura i la conservació del patrimoni de Sant Just i de la comarca del Baix Llobregat. Des de 1989, publica cada any la revista Miscel·lània d'estudis santjustencs, un recull de recerques històriques sobre la realitat sociocultural de Sant Just Desvern, que pot consultar-se a les Revistes Catalanes amb Accés Obert.
La festa major de Sant Just Desvern se celebra el 6 d'agost. A Sant Just també se celebren les Festes de Tardor, als voltants de Tot Sants.

## Santjustencs rellevants
- Política: Daniel Cardona i Civit, Antoni Malaret i Amigó, Ferran Mascarell i Canalda, Josep Maria Rañé i Blasco.
- Literatura: Joan Margarit i Consarnau
- Música: Lleonard Balada i Ibañez
- Teatre i cinema: Clara Segura, Ferran Rañé i Blasco
- Televisió: Àngel Casas